# Enceinte de Neuf-Brisach
L'enceinte de Neuf-Brisach est un ancien ensemble de fortifications qui protégeait la ville de Neuf-Brisach, dans le département français du Haut-Rhin.

## Localisation
Ce bâtiment est situé à Neuf-Brisach.

## Histoire

### Contexte
En 1697, les traités de Ryswick signés à Rijswijk, ville hollandaise des faubourgs de La Haye, mettent fin à la guerre de la Ligue d'Augsbourg entre Louis XIV et la Grande Alliance. La France perd la place forte de Brisach sur la rive allemande du Rhin. Afin de combler la perte de l'ancienne place forte, qui laisse un vide défensif entre Strasbourg et Mulhouse, Louis XIV décide de la construction d'une nouvelle ville fortifiée face à Brisach, située à une demi-lieue du Rhin, pour prévenir toute invasion d'outre-Rhin. Il en confie l'étude à ses architectes Vauban et Jacques Tarade.

### Construction

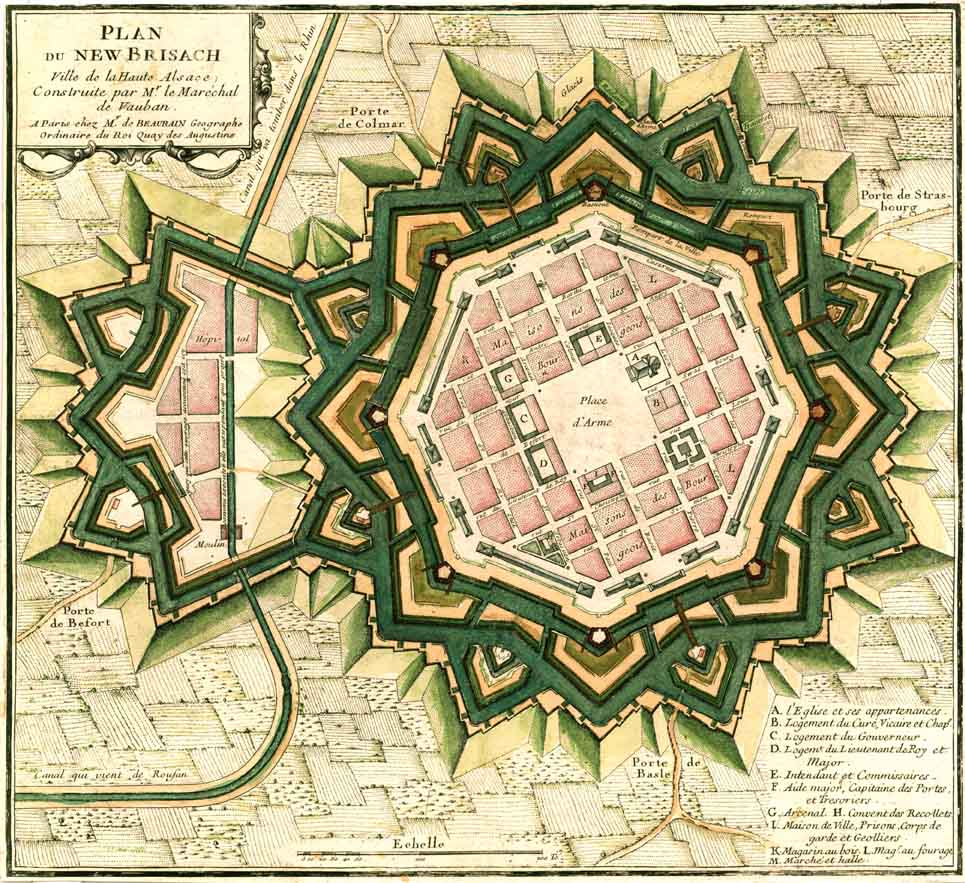
Plan de la ville par Vauban.

Louis XIV choisit, entre trois projets, une place forte au plan octogonal, avec huit tours bastionnées, couvertes d'autant de contre-gardes, outre les tenaillons, les grandes et petites demi-lunes et autres ouvrages.

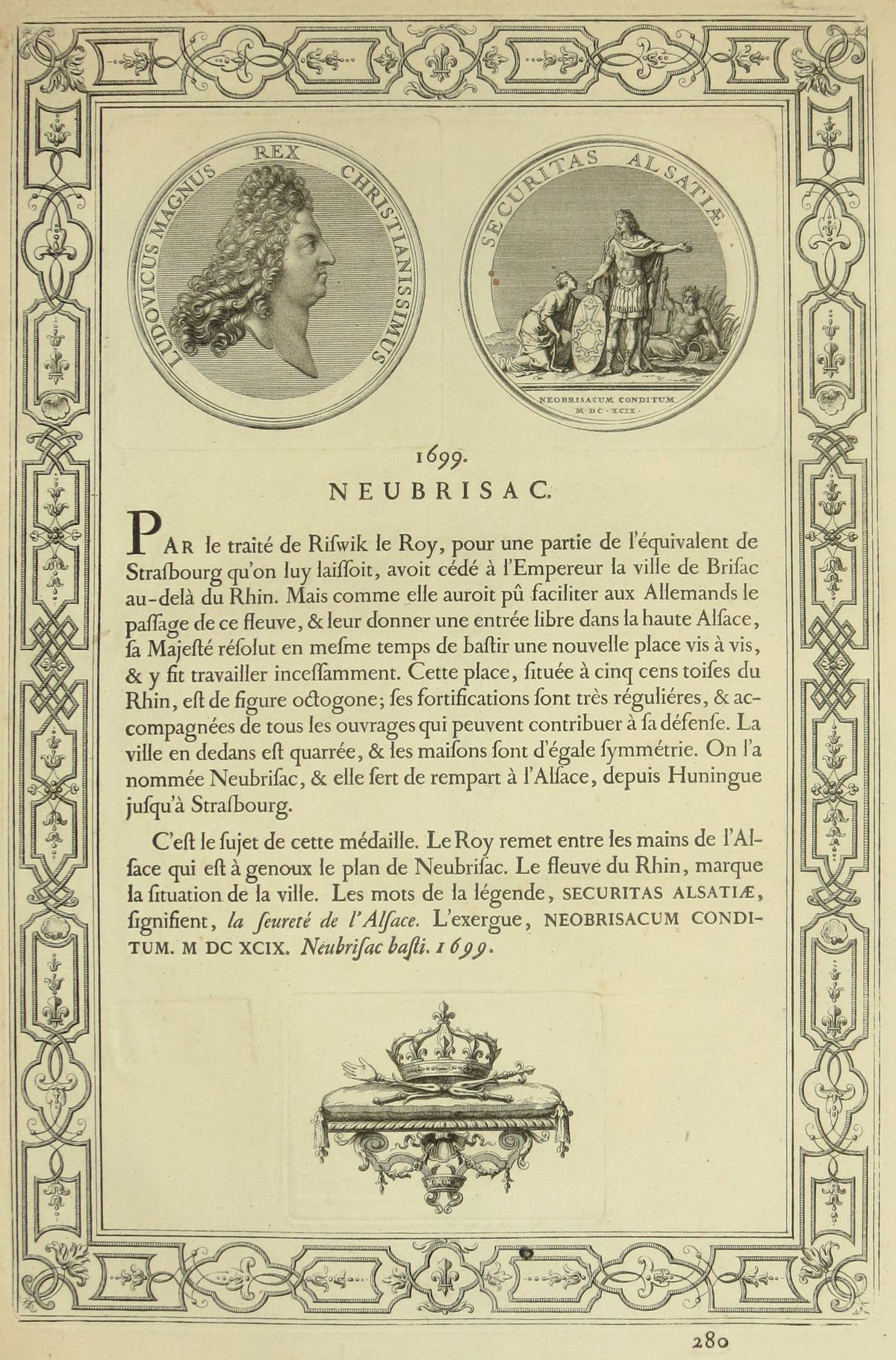
Document relatant la création de Neubrisac en 1699, extrait de « Médailles sur les principaux évènements du règne entier de Louis le Grand, avec des explications historiques » par « Académie des inscriptions et belles-lettres », 1723.

La construction débute le 18 octobre 1698 avec la pose de la première pierre, les fortifications de la nouvelle citadelle sont achevées en 1702. Un canal est spécialement creusé jusqu’aux Vosges pour acheminer le grès rose nécessaire à la construction.  ; le 11 octobre 1731 a lieu la pose de la première pierre de l'église Royale Saint-Louis, achevée en 1736. La mairie est achevée en 1758.

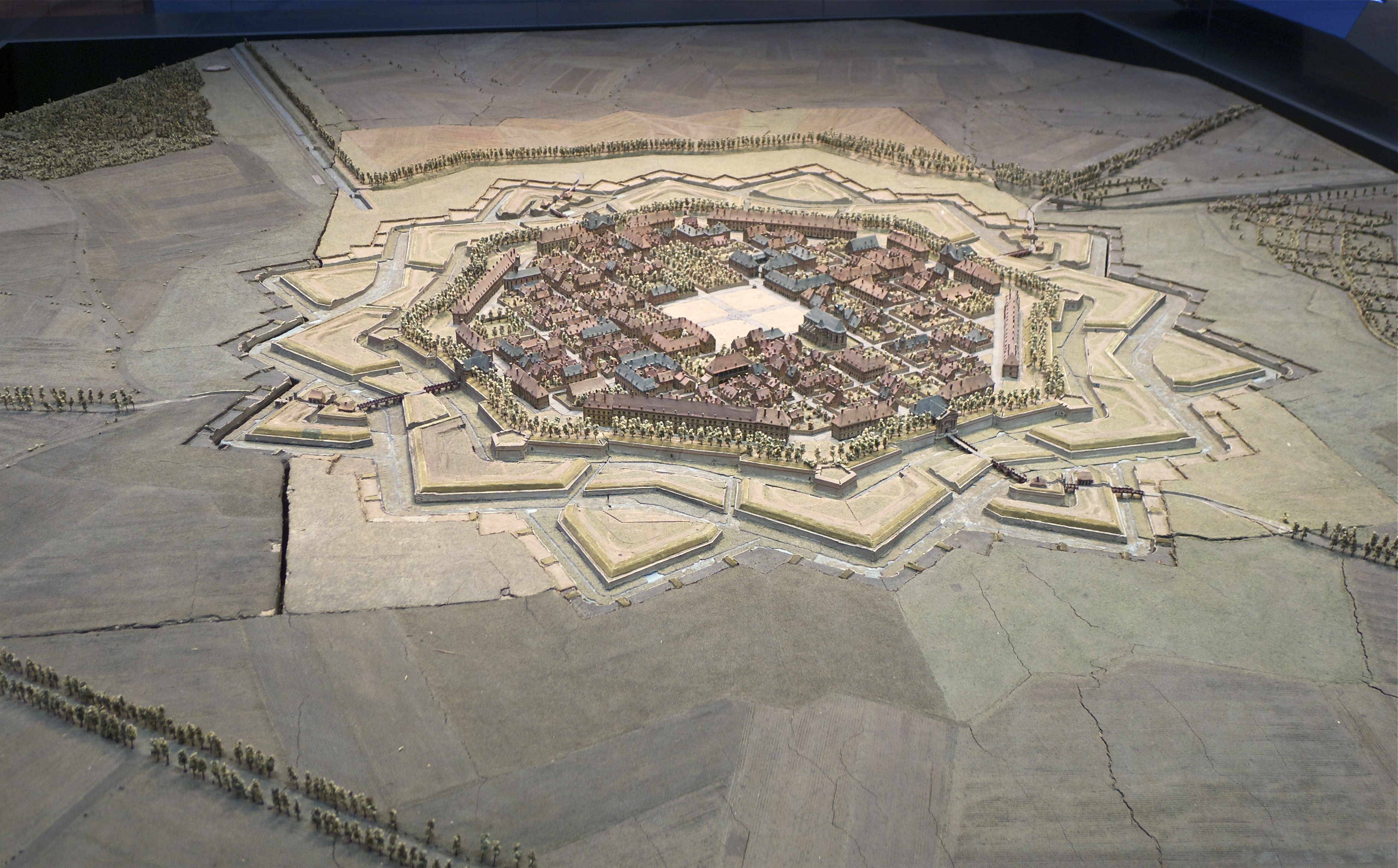
Plan-relief de la ville.

En dehors d'une alerte, en 1743[pourquoi ?], elle n'a pas joué de rôle majeur dans l'histoire, notamment si on compare son sort à celui de Huningue : après avoir été l'objet d'un blocus de 106 jours par les Autrichiens en 1814-1815, Neuf-Brisach est, du 1er septembre au 10 novembre 1870, assiégée pour la première fois. Sa garnison de 5 500 hommes et 108 canons enfermée dans des fortifications surannées s'oppose durant 33 jours aux troupes allemandes avant d'être obligée de capituler.
Si la ville est partiellement détruite par les bombardements, elle sera reconstruite. Devenue une place forte allemande, la ville verra ses fortifications largement modifiées à partir des années 1875 pour s'adapter aux nouvelles conditions de la guerre et réaliser le cœur de l'importante tête de pont allemande de Neuf-Brisach (Brückenkopf Neubreisach). Cette tête de pont équipée des matériels les plus modernes est un ensemble majeur des fortifications du Rhin supérieur.
Une ligne de chemin de fer est construite sur une partie des dehors murs.
Du fait de son enclavement dans les fortifications, la ville n'a pas de possibilité d'extension.
Sa garnison est dissoute en 1992.
Neuf-Brisach, dernière fortification construite ex nihilo par Vauban, est considérée comme l’aboutissement de son œuvre en matière d'architecture militaire. La ville sévèrement touchée par les bombardements américains de 1945 est aujourd’hui restaurée et, depuis juillet 2008, fait partie des douze fortifications majeures de Vauban qui sont classées au patrimoine mondial de l'UNESCO.

### Classement aux monuments historiques
L'édifice fait l'objet d'une inscription au titre des monuments historiques depuis 1932.
L'édifice fait l'objet d'un classement au titre des monuments historiques depuis 1962.
L'édifice fait l'objet d'un classement au titre des monuments historiques depuis 1962.
L'édifice fait l'objet d'un classement au titre des monuments historiques depuis 1963.

#### Monographies
- Dominique Toursel-Harster, Jean-Pierre Beck, Guy Bronner, Dictionnaire des monuments historiques d’Alsace, Strasbourg, La Nuée Bleue, 1995, 663 p. (ISBN 2-7165-0250-1)Monuments historiques de Neuf-Brisach, pp. 265 à 269
- René Dinkel, L'Encyclopédie du patrimoine (Monuments historiques, Patrimoine bâti et naturel - Protection, restauration, réglementation. Doctrines - Techniques - Pratiques), Paris, éditions Les Encyclopédies du patrimoine, septembre 1997, 1512 p. (ISBN 2-911200-00-4)Chapitre VII Les monuments au service de l'écologie : Mise en valeur des fortifications Vauban à Neuf-Brisach, pp 219-220
- Louis Schlaefli, « À Neuf-Brisach en 1944-45 : simples souvenirs d'un enfant », in Annuaire de la Société d'histoire de la Hardt et du Ried, 2002, no 15, p. 119-123
- La place forte de Neuf-Brisach et La "Feste" de Neuf-Brisach
- Chiffres clés publiés par l'institut national de la statistique et des études économiques (INSEE). Dossier complet
- Inventaire national du patrimoine naturel de la commune
- Cavités souterraines : ouvrages militaires
- BALLIET (J.M.) - Festungsbaukunst und Kulturlandschaft. Ein Beitrag zur Gestaltung des Festungsvorfeldes vom 18. bis zur Mitte des 20. Jahrhunderts. S.l., 2014. In : Militärische Schichten der Kulturlandschaft, 2014, No. Alemannischen Instituts Nr. 81.
- BALLIET (J.M.) - L'eau et l'hygiène dans les fortifications : l'architecture hydraulique de la place-forte de Neuf-Brisach et son évolution de 1700 à 1870. S.l., 2016. In : Schriftenreihe Festungs-Forum Saarlouis, 2016, No. 2.
- BALLIET (J.M.) - L'approvisionnement des places fortes françaises aux XVIIe et XVIIIe siècles, en période de paix comme en temps de guerre. In : Schriftenreihe Festungs-Forum Saarlouis, 2018, No. 3, p. 55-100.
- BALLIET (J.M.) - La caserne Suzzoni à Neuf-Brisach. S.l., 2012. In : Revue de l'Association des Amis du Musée de l'Infanterie, 2012, No. 60.
- BALLIET (J.M.) - La place forte de Neuf-Brisach au XVIIIe. Archétype de la fortification bastionnée contemporaine. S.l., 2012. In : Revue de l'Association des Amis du Musée de l'Infanterie, 2012, No. 60.
- BALLIET (J.M.) - La place forte de Neuf-Brisach au XVIIIe. Archétype de la fortification bastionnée contemporaine. 2017 — version en ligne.
- BALLIET (J.M.) - Neuf-Brisach 1698 bis 1870. Vom Vauban'schen Meisterwerk zur unbekannten Festung. Regensburg, 2011. In : Festungsbaukunst in Europas Mitte, 2011, No. Festungsforschung vol. 3.
- BALLIET (J.M.) - Wasser und Festungswesen am Beispiel von Straßburg und Neu-Breisach. S.l., 2008. In : Schriften der Deutschen Wasser-historischen Gesellschaft (DWhG) e.V., 2008, No. 10.
- JEANNERET L., BALLIET J.M. (Avec la coll. de) - Neuf-Brisach, Haut-Rhin. Tour bastionnée no 6 (anciennement tour bastionnée no 2). Première approche archéologique de trois siècles d'histoire de la « fortification Vauban ». Rapport diagnostic préventif, du 24 au 26 octobre 2017. Sélestat, Archéologie Alsace, 2018.

#### Articles
- Jean-Marie Balliet, Neuf-Brisach. trois siècles d'histoire de la fortification

### Crédits internes
- Cet article est partiellement ou en totalité issu de l'article intitulé « Neuf-Brisach » (voir la liste des auteurs).